# Jörg Immendorff
Jörg Immendorff (14. června 1945, Bleckede – 28. května 2007, Düsseldorf) byl německý malíř a sochař řazený k neoexpresionismu. Jeho tvorba často reflektovala ironicky politiku, nevyhýbal se užívání svastiky, srpu a kladiva i jiných politických symbolů, k oblíbeným figurám jeho sochařských děl patřily opice.
V mládí studoval na Akademii v Düsseldorfu, kde ho vedl Joseph Beuys, avšak byl ze školy vyhozen, mj. za účast na akcích krajní levice (v roce 1996 se zde stal profesorem). V 70. letech 20. století byl členem umělecké skupiny Neue Wilde. Byl oblíbeným malířem německého kancléře Gerharda Schrödera, který si od něj nechal namalovat portrét, jež byl ovšem značně ironický.
V roce 2003 vypukl skandál, když byl Immendorff zatčen v düsseldorfském hotelu se sedmi prostitutkami a velkým množstvím kokainu. Nezákonně vysoké množství kokainu bylo nalezeno poté i v jeho ateliéru. U výslechů se přiznal, že kokain užíval dlouhou dobu kvůli inspiraci a pořádal i kokainové sexuální orgie. U soudu dostal nakonec jen podmínku a pokutu, a to jednak díky spolupráci s vyšetřovateli, a jednak kvůli tomu, že v té době (od roku 1998) již trpěl Lou Gehrigovým syndromem (amyotrofická laterální skleróza), který postupně paralyzoval jeho tělo. Od roku 2006 byl kvůli této nemoci trvale upoután na invalidní vozík, za rok na ni zemřel.